# Alexei Sultanov
Alexei Sultanov, né le 7 août 1969 à Tachkent et mort le 30 juin 2005 à Fort Worth, est un pianiste classique russo-américain d'origine ouzbèke.

## Biographie
Alexei Sultanov naît d'un père violoncelliste et d'une mère violoniste. À l'âge de 6 ans, il commemc des leçons de piano à Tachkent avec Tamara Popovitch.
En 1989, à l'âge de 19 ans, il devient célèbre en remportant la huitième édition du Concours international de piano Van-Cliburn. Il est alors le plus jeune candidat en compétition.
Plus tard, il fait des apparitions dans le Tonight Show de Johnny Carson et le Late Night de David Letterman. En octobre 1995, Sultanov remporte le deuxième prix au Concours international de piano Frédéric-Chopin, le grand prix n'ayant pas été attribué. Sultanov le refuse et subit une grave attaque cérébrale (AVC) peu après. Malgré un deuxième AVC en 2001, paralysé du côté gauche, Sultanov continue à jouer du piano avec sa main droite, avec sa femme, Dace Abele, l'accompagnant de la main gauche. Il est décède le 30 juin 2005 âgé de 35 ans à Fort Worth.